# Gardnertown
Gardnertown és una concentració de població designada pel cens dels Estats Units a l'estat de Nova York. Segons el cens del 2000 tenia 4.533 habitants.

## Demografia
Segons el cens del 2000, Gardnertown tenia 4.533 habitants, 1.624 habitatges, i 1.221 famílies. La densitat de població era de 357,2 habitants/km².
Dels 1.624 habitatges en un 37,7% hi vivien nens de menys de 18 anys, en un 58,8% hi vivien parelles casades, en un 11,1% dones solteres, i en un 24,8% no eren unitats familiars. En el 20% dels habitatges hi vivien persones soles el 9,4% de les quals corresponia a persones de 65 anys o més que vivien soles. El nombre mitjà de persones vivint en cada habitatge era de 2,79 i el nombre mitjà de persones que vivien en cada família era de 3,23.
Per edats la població es repartia de la següent manera: un 27,5% tenia menys de 18 anys, un 6,6% entre 18 i 24, un 30,8% entre 25 i 44, un 22,8% de 45 a 60 i un 12,4% 65 anys o més.
L'edat mediana era de 36 anys. Per cada 100 dones de 18 o més anys hi havia 94,1 homes.
La renda mediana per habitatge era de 55.655 $ i la renda mediana per família de 65.000 $. Els homes tenien una renda mediana de 42.230 $ mentre que les dones 30.308 $. La renda per capita de la població era de 21.697 $. Entorn del 2,8% de les famílies i el 3,2% de la població estaven per davall del llindar de pobresa.